# Lónyay Gábor (országgyűlési képviselő)
Nagy-lónyai és vásárosnaményi Lónyay Gábor (Deregnyő (Zemplén vármegye), 1805. október 4. – Teplice, 1885. augusztus 5.) magyar politikus, országgyűlési képviselő, mezőgazdasági író.

## Élete
Lónyay Gábor főispán és báró Prónay Piroska fia. Iskoláit 1814-től Sárospatakon, a pozsonyi evangélikus líceumban, a késmárki kollégiumban, végül a jogot 1823-24-ben ismét a sárospataki főiskolán végezte, törvénygyakorlatát szülőmegyéjében és Pesten. Zemplén vármegyében kezdte közpályáját, ahol kiterjedt jószágokat bírt, 1826-ban mint aljegyző, 1827-ben mint szolgabíró, 1830-ban megvált hivatalától és Deregnyőn gazdálkodott. Az 1835-36-os országgyűlésre követnek választották és ezt megismételte 1844-ben és 1847-ben, valamint 1848-ban is, amikor a pesti parlament tagja lett és 1875-ig, 40 éven át folyton az is maradt. Egy alkalommal kormányhivatalt is viselt a magyar minisztérium rövid fennállása idejében. Akkoriban a kultuszminisztériumban protestáns osztályfőnök volt. A pozsonyi országgyűléseken az ellenzéki hazafi-pártnak az egyik fontos vezetőtagja volt. A legnagyobbak hű barátja volt és a nemzet átalakításában, a szabad elvek védelmében és érvényre juttatásában vette ki részét. Mint a Pesti Hírlap munkatársa a centralizáció kérdésében kifejtett meghasonlás alkalmával az új szerkesztés alatti Pesti Hírlap tanai felé hajlott. Kossuth Lajosnak fiatal korában pártfogója és szükség esetén családjának hű segítője volt. Országgyűlési írott tudósításai kiadását, melyek miatt Kossuth Lajos elítéltetett és fogságba került, elsősorban ő tette lehetővé, és ő vezette be a fényes tehetségű de szegény sorsú ifjút az országgyűlési körökbe és nagybefolyású és tekintélyes hazafiak társaságába.
Kazinczy Gábornak sógora és barátja volt, akinek nővérét, Kazinczy Ottiliát vette feleségül. Ennek révén került összeköttetésbe az irodalommal és annak hazai alakjaival, akiket gyakran látott vendégszerető asztalánál. 1830-ban ő volt az országos gazdasági egyesület 131 alapítójának egyike és ez időtől fogva 1867-ig, eleinte mint egyes osztálynak elnöke, majd mint az egylet alelnöke és végül első elnöke vett részt annak üdvös munkáiban; e díszes székéről csak 1876-ban mondott le életkora miatt, de azontúl is teljes buzgalommal és kitartással viselte egyes osztályok elnökségét. 1860-ban az erdélyi gazdasági egylet is tiszteleti tagjává választotta. 1860 után Ung vármegye főispánságával lett megkínálva, de ezt mint akkor nem teljesen törvényes és alkotmányos hivatalt nem fogadta el. Nejét 1883. december 5-én elvesztette. Ez és – hat leánya közt – egyetlen Ödön fiának korai (1885 május) halála megtörte. 1885. augusztus 5-én hunyt el a teplitzi fürdőben, ahol szívszélütés okozta halálát.

## Cikkei
- a Pesti Hírlapban (1841-től, a legfontosabb közjogi s politikai kérdésekről, 1841. 170. sz. Képviselet, 1842. 122. sz. Örökváltság sat.)
- a Gazdasági Lapokban (1852. Pest, ápr. 24., 1853. A magyar marha tejelési tekintetben, 1854. A takarmányszerek minő viszonyban állanak a trágyakészítéshez, különösen a trágya minőségéhez, 1855. Trágyaszerek, 1857. Egy jól rendezett s intensiv mívelt jószág Bajorországban, 1858. A magyar marha tejelési tekintetben, Mezőssy Lászlóhoz a hegyaljai társulatról, 1861. könyvism., 1862. A váltógazdaságról, a bel- és külterjes földmívelésről, 1863. Az országos magyar gazdasági egyesület igazgató választmnyához intézett előterjesztés a magyarországi erdők fenntartása, a községi erdők feletti felügyelet, s a faültetések érdekében, 1864. A szarvasmarhatenyésztés Magyarországban, A hevesmegyei gazdasági egyesület utmutatása állataink teleltetésére nézve, és az okszerű táplálási tan jelen álláspontja, 1867. A gazdasági levelek írójához)
- az Erdőszeti Lapokban (1863. L. Gábornak az orsz. m. gazdasági egyesület folyó évi júl. 5. tartott igazgatósági választmányi ülésében felolvasott előterjesztése, a magyarországi erdők fentartása, a községi erdők feletti felügyelet s a faültetések érdekében, A magyar erdészeti egylet emlékirata L. előterjesztésére)
- az Egyesületi Közlönyben (Elnöki jelentés a gazdasági egyesület 1870. febr. 13. tartott közgyűlésén, 1871. Az orsz. m. gazdasági egyesület kérvénye a képviselőházhoz a gazdasági tanintézetek vezetése, a gazdasági oktatás ügyének kérdése és külön földmívelési minisztérium fölállítása tárgyában)
- a Pesti Naplóban (1880. 159. sz. Kossuth elfelejtet leveleiről és az Országgyűlési Tudósítások keletkezéséről)
- a Hazánkban (IX. 1888. L. naplója 1836-1837-ből.)

Országgyűlési beszédei az egykorú politikai lapokban és a Naplókban vannak.
Kőnyomatú arcképe: Molnár J. ajza 1858., nyomt. Rohn Pesten és Fischer János L. rajza. Mahlknecht C. metszette.

## Munkái
- A mezőgazdaság tankönyve. Pabst Henrik Vilmos után a 3. kiadás szerint. Pest, 1852-54. Négy kötet. (l. Növénytermesztés, 1. rész. Általános növénytermesztés, 2. rész. A mezőgazdasági növénytermesztés 1852. II. 1. rész Állattenyésztés: A mezőgazdasági háziállat-tenyésztés mellékczímmel 1853., IV. Növénytermesztéstan. I: rész. Általános növénytermesztés, Mezőgazdasági üzlettan mellékczímmel 1854. A teljes munka czímbeosztása hibás.)
- Jószágrendezésről, L. levelei Korizmics Lászlóhoz. Uo. 1884. (A Gazdasági Lapokból külön kiadás.)